# Осадчий, Максим Романович
Максим Романович Осадчий (3 февраля 1918, Козельское, Херсонская губерния — 20 июня 1987, Макеевка, Донецкая область) — советский педагог, директор средней школы № 86 в городе Макеевка, Герой Социалистического Труда (1968).

## Биография
Родился 3 февраля 1918 года в посёлке станции Николо-Козельск (ныне пгт Николаевка Широковского района Днепропетровской области).
После окончания школы работал на Криворожском руднике. Позднее был секретарём рабочего комитета Александрийской брикетной фабрики. Окончил рабочий факультет и затем Ростовский университет. Работал учителем в Ростовской области.
После начала Великой Отечественной войны был призван в ряды Красной армии. Был командиром пулемётного взвода. Сражался под Сталинградом, затем участвовал в освобождении Донбасса. В 1943 году был тяжело ранен и демобилизован. Возвратившись в Ростовскую область, занимался преподавательской деятельностью.
В 1944 году был направлен в Макеевку, где стал директором школы № 86. Был инструктором райкома, главой городского профсоюза. С 1960 года снова был директором школы. В течение сорока лет занимался педагогической деятельностью. В 1980 году вышел на пенсию.
Скончался 20 июля 1987 года.

## Награды
- Герой Социалистического Труда (1 июля 1968):
  - Медаль «Серп и Молот»;
  - Орден Ленина;
- Орден Отечественной войны 2-й степени (1985).